# Santa Rosa, Novi Meksiko
Santa Rosa je grad u okrugu Guadalupi u američkoj saveznoj državi Novom Meksiku. Prema popisu stanovništva SAD 2000. ovdje je živjelo 2744 stanovnika. Sjedište je okruga Guadalupe.

## Ime
Prvo europljansko naselje u ovom kraju bila je Aqua Negra Chiquita, što na španjolskom znači "Mala Crna Voda". Naselje datira iz 1865. godine. Ime je promijenilo 1890. u Santa Rosa ("Sveta Ruža"). Odnosilo se na kapelicu koju je osnivač grada don Celso Baca dao sagraditi, a ime joj je dao po svojoj majci Rosi i po svetoj Ruži Limskoj. "Rosa" se može također odnositi na ruže iz priče o Gospi Guadalupskoj, i indikativna je o katoličanstvo španjolskih kolonizatora koji su se naselili u ovaj kraj.

## Promet
Santa Rosa je željeznicom povezana s Chicagom i El Pasom u Texasu ranih 1900-ih.

## Povijesna mjesta
U Santa Rosi se nalazi stara sudnica, povijesna zgrada iz 1909. koja se nalazi u Nacionalnom registru povijesnih mjesta SAD.

## Zemljopis
Nalazi se na 32°46′32″N 108°9′13″W / 32.77556°N 108.15361°W (32.775681, 108.153597). Prema Uredu SAD-a za popis stanovništva, zauzima 11,1 km2 površine, od čega 11 suhozemne.
Santa Rosa je na obali rijeke Pecos. Santa Rosu okružuju brojna prirodna jezera što je anomalija u pustinjskom kraju koji ju okružuju. To su vrtače u vapnenačkoj podlozi tog kraja ispunjene vodom. Ta su jezerca osim toga podzemno međusobno umreženo povezana vodom ispunjenim tunelima. Najpoznatije od njih je omiljeno kupalište i mjesto ronjenja Blue Hole.

## Stanovništvo
Prema podatcima popisa 2000. u Santa Rosi bilo je 2744 stanovnika, 898 kućanstava i 616 obitelji, a stanovništvo po rasi bili su 57,47% bijelci, 2,19% afroamerikanci, 1,75% Indijanci, 0,87% Azijci, 0,04% tihooceanski otočani, 33,13% ostalih rasa, 4,56% dviju ili više rasa. Hispanoamerikanaca i Latinoamerikanaca svih rasa bilo je 81,16%.

## Vanjske poveznice
- Gradske stranice  Arhivirana inačica izvorne stranice od 10. svibnja 2017. (Wayback Machine)
- Santa Rosa, New Mexico  Arhivirana inačica izvorne stranice od 18. listopada 2014. (Wayback Machine)
- Guadalupe County Communicator
- Santa Rosa News